# Phaegorista similis
Phaegorista similis là một loài bướm đêm thuộc họ Erebidae. Nó được tìm thấy ở Châu Phi, bao gồm Zaire và Angola.